# Muira Puama
 Muira puama (Ptychopetalum olacoides), även kallat Marapuamam, Marapama, Potenholz eller potensträd, är en sydamerikansk växtdrog från olika arter i familjen Olacaceae sensu lato, framför allt från släktet Ptychopetalum. Den växer i Amazonas regnskog och har använts som allmänt stärkande medel och sägs vara mycket bra för den manliga potensen.
Växten eller trädet har små vita blommor med en jasminliknande doft. 
Två nära besläktade arter av Ptychopetalum har använts parallellt med Liriosma ovata som också kallas Muira Puama.
Muira puama framställs från trädets bark. Växten används som afrodisiakum; för att öka den sexuella lusten och uthålligheten. Den kan även användas mot gikt, mag- och tarmbesvär och menstruationsvärk. Användning av Muria Puama bör dock inte intas av barn och gravida kvinnor, då kan negativa effekter uppstå.
Det är en tradition att använda afrodisiakum som en örtmedicin. Pulvret kan kombineras med alkohol eller att bara koka det.